# Junction NTFS
Un punto junction equivale a un Enlace simbólico de los sistemas UNIX. (NTFS junction point -JP) es una característica del sistema de archivos NTFS en su versión 3.0 o posterior. Los "Junction Points" se pueden usar de una manera similar a los enlaces simbólicos, permitiendo la creación de un enlace a un directorio que es casi lo mismo que el directorio mismo. El uso de "junctions" es más transparente que el uso de un "acceso directo" o fichero (.lnk). El acceso directo nos envía al directorio de destino mientras que el enlace simbólico nos muestra el contenido del directorio de destino como si estuvieran en este...
Los puntos junction pueden enlazar solamente a directorios y en concreto, a directorios locales; no se pueden crear junction points a directorios remotos compartidos.
Los paquetes de recursos de Windows 2000 y XP incluyen un programa llamado linkd para crear junction points; Un programa más potente llamado junction fue creado por Mark Russinovich para su compañía Sysinternals que ha sido adquirida por Microsoft.